# Nannopopillia lerui
Nannopopillia lerui är en skalbaggsart som beskrevs av Limbourg 2004. Nannopopillia lerui ingår i släktet Nannopopillia och familjen Rutelidae. Inga underarter finns listade i Catalogue of Life.